# Trésor (architecture)
Pour les articles homonymes, voir Trésor.

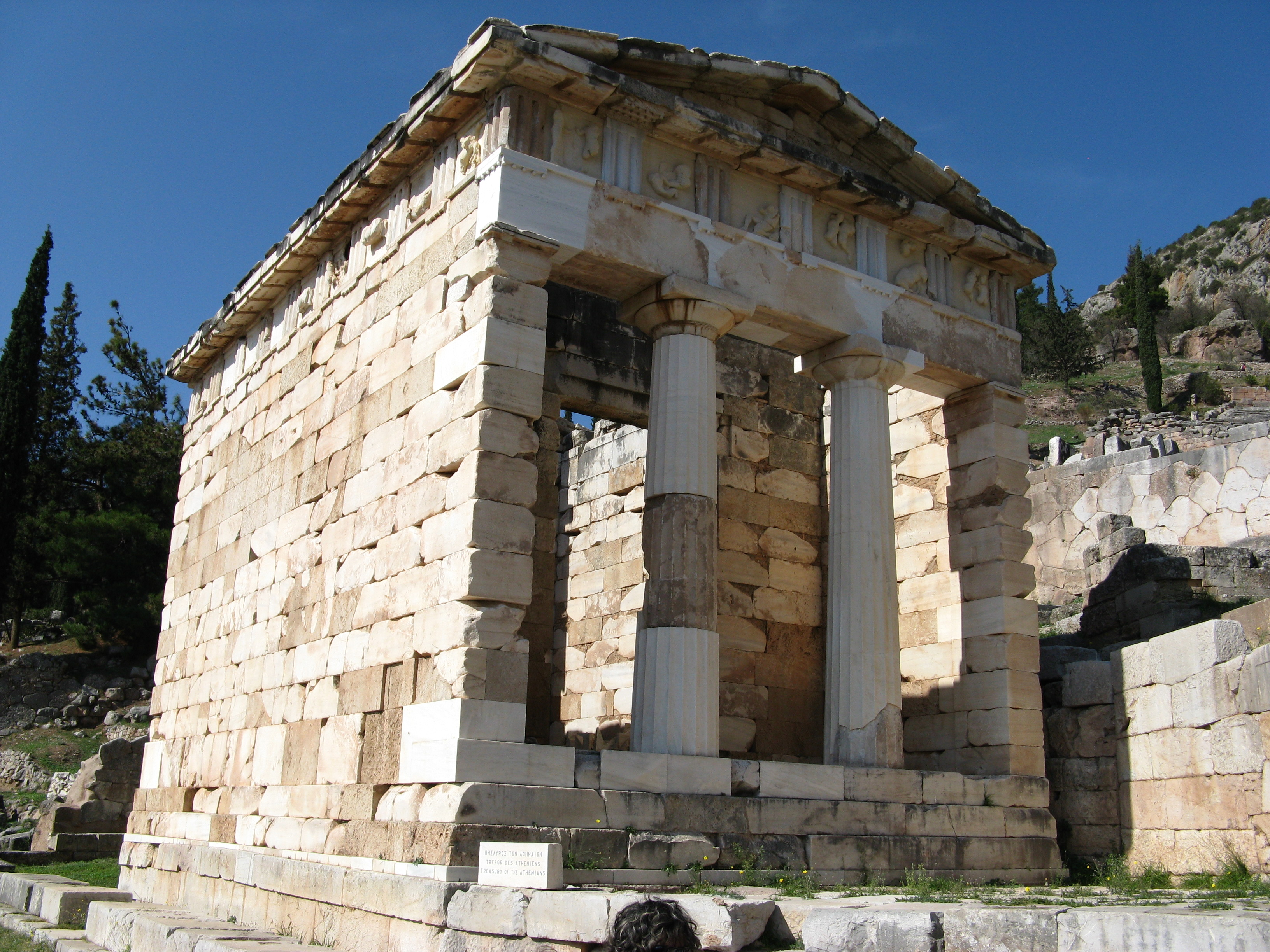
Le trésor des Athéniens, à Delphes.

Un trésor (en grec ancien θησαυρός) est, en Grèce antique, un édifice où l'on dépose des objets de valeur. Le terme est employé en particulier pour désigner de petits édifices religieux où étaient entreposées les offrandes faites à une divinité. Il a le plus souvent, dans un sanctuaire panhellénique, la forme d'un petit temple, avec vestibule et salle principale.

## Définition et fonction
Pour Georges Roux, reprenant la définition formulée par Hésychios d'Alexandrie — « εἰς ἀγαλμάτων καὶ χρημάτων καὶ ἱερῶν ἀπόθεσιν οἶκος » —, un trésor est, dans l'enceinte d'un sanctuaire, un monument « consacré » pouvant être simultanément une offrande et un bâtiment destiné à abriter des offrandes. Don fait par une cité, ce type d'édifice n'est généralement pas destiné à un usage cultuel. L'offrande incarnée par un trésor et/ou abriter un trésor est essentiellement de nature civique : elle peut être faite en mémoire d'une victoire militaire, d'une victoire sportive, ou encore pour témoigner publiquement de la prospérité d'une cité.

## Trésors des sanctuaires
Les trésors ont été construits dans les grands sanctuaires panhelléniques pour conserver les statues et les ex-voto. Ils pouvaient être consacrés par des souverains ou par des cités qui y plaçaient de riches offrandes pour le sanctuaire. Les trésors, comme les temples, sont construits dans l'espace du sanctuaire (téménos) d'un dieu, et le bâtiment du trésor lui-même a le statut d'offrande.
Les trésors des sanctuaires de Delphes et d'Olympie ont été bâtis entre le VIIe et le Ve siècle av. J.-C. Le site d'Olympie en compte treize, construits le long d'une ligne sur une terrasse, au nord du Métrôon (le temple de Cybèle) : l'un d'eux a été édifié par le tyran de Géla, un autre par les habitants de Mégare. Le sanctuaire de Delphes comprend aussi plusieurs trésors : trésor des Corinthiens, trésor de Siphnos, trésor des Athéniens, trésor de Sicyone trésors de Thèbes, des Thessaliens et de Cyrène. Les trésors du sanctuaire de Delphes présentent une plus grande variété architecturale que ceux d'Olympie. Le sanctuaire de Délos abrite aussi des édifices ayant la même fonction, mais certains étaient simplement appelés oikoi (« maisons »).